# Mario Gruppioni
Mario Gruppioni (* 13. September 1901 in San Giovanni in Persiceto; † 19. Januar 1939 in Bologna) war ein italienischer Ringer.

## Werdegang
Mario Gruppioni begann als Jugendlicher in Bologna mit dem Ringen. Er konzentrierte sich dabei auf den griechisch-römischen Stil. 1925 und 1928 wurde er italienischer Meister im Mittelgewicht und 1929, 1930 und 1931 im Halbschwergewicht.
1925 nahm er an der in Mailand stattfindenden Europameisterschaft teil. Er siegte dort über Janez Arsenek und Radovan Nikolic, beide Jugoslawien und verlor gegen Väinö Kokkinen aus Finnland und belegte den 3. Platz. Seinen nächsten Start bei einer internationalen Meisterschaft absolvierte er bei der Europameisterschaft 1929 in Dortmund im Halbschwergewicht. Er siegte dort über Josef Sasek aus der Tschechoslowakei und Jakob Birnbaum aus Österreich, den er nach 7,56 Minuten mit einem Hammerlock schulterte. Gegen Onni Pellinen aus Finnland und gegen Robert Rupp aus Deutschland verlor er und kam damit auf den 5. Platz. Bei der Europameisterschaft 1931 in Prag startete er im Mittelgewicht und kam zu Siegen über Jan Galuszka aus Polen und Karl Kullisaar aus Estland, während er gegen Ivar Johansson aus Schweden und Josef Pribyl aus der Tschechoslowakei unterlag. Mit diesen Ergebnissen kam er wieder auf den 5. Platz.
1932 qualifizierte er sich für die Teilnahme an den Olympischen Spielen in Los Angeles. Er startete dort im Halbschwergewicht. Nach einem Freilos in der 1. Runde verlor Mario Gruppioni danach sowohl gegen Onni Pellinen als auch gegen Rudolf Svensson aus Schweden. Da aber in dieser Gewichtsklasse nur diese drei Ringer am Start waren, gewann er die olympische Bronzemedaille.
An weiteren internationalen Meisterschaften nahm Mario Gruppioni, der bereits 1939 verstarb, nicht teil.

## Internationale Erfolge
| Jahr | Platz  | Wettbewerb        | Gewichtsklasse | Ergebnisse |
| 1925 | 3.     | EM in Mailand     | Mittel         | nach Siegen über Janez Arsenek und Radovan Nikolic, beide Jugoslawien und einer Niederlage gegen Väinö Kokkinen, Finnland                                |
| 1929 | 5.     | EM in Dortmund    | Halbschwer     | nach Siegen über Josef Sasek, Tschechoslowakei und Jakob Birnbaum, Österreich und Niederlagen gegen Onni Pellinen, Finnland und Robert Rupp, Deutschland |
| 1931 | 5.     | EM in Prag        | Mittel         | nach Siegen über Jan Galuszka, Polen und Karl Kullisaar, Estland und Niederlagen gegen Ivar Johansson, Schweden und Josef Pribyl, Tschechoslowakei       |
| 1932 | Bronze | OS in Los Angeles | Halbschwer     | nach einem Freilos und Niederlagen gegen Onni Pellinen und Rudolf Svensson, Schweden                                                                     |

Erläuterungen
- alle Wettkämpfe im griechisch-römischen Stil
- Mittelgewicht, bis 1929 bis 75 kg, ab 1930 bis 79 kg Körpergewicht; Halbschwergewicht, bis 1929 bis 82,5 kg, ab 1930 bis 87 kg Körpergewicht
- OS = Olympische Spiele, EM = Europameisterschaft